# Windows Media Audio
A WMA (Windows Media Audio) a Microsoft saját zenei formátuma. A legtöbb mai lejátszóprogram képes megnyitni és lejátszani. Jogdíjköteles tömörítési algoritmust használ.
A WMA veszteségesen tömörített hangfájl, akárcsak az MP3, de létezik veszteségmentes kapcsolója is. Kevésbé elterjedt, aminek oka lehet, hogy mire megjelent, az MP3 már gyökeret vert magának a tömörített zenei piacon, valamint a beleépített másolásvédelem lehetősége (DRM) sem minden felhasználó tetszését nyerte el.

## Bitsűrűség
A WMA bitsűrűségei ugyanolyan minőségnél jóval kisebbek. Mondhatnánk, hogy a MP3-as 128 kbit/sec-nak felel meg a WMA 64 kbit/sec-ja, de a különböző tesztek eredményei alapján ez nem teljesen egyértelmű. Ennél jobb a 96 kbit/sec-os WMA, ami a hivatalos megfogalmazás szerint CD-minőséget eredményez.[forrás?]
Jóval kevesebb tárhelyet igényel a merevlemezen a kisebb bitsűrűségű, de megegyező WMA-állomány, mint az MP3. Például: Tegyük fel, hogy van 200 db, átlagosan 160 kbit/sec-os (az állomány egyik fele 128-as, másik fele 192-es) MP3 fájlunk. Ez mondjuk 1000 MB (megabájtot) foglal el a lemezen. Ugyanezek a számok WMA-ban, 80 kbit/sec-os átlaggal számolva (64 és 96 kbit/sec-os) mindössze 500 MB-nyi tárhelyet foglalnak.[forrás?]

## Lejátszása
Ma már egyre több lejátszó (az MP3-lejátszók nagy része), ill. Hi-fi képes lejátszani WMA-t is (ha MP3-at igen). A számítástechnikában pedig kevés az olyan elterjedt médialejátszó program, ami ne játszaná le.